# Peter Vervloed
Peter Vervloed (Schoonhoven, 3 mei 1951) is een Nederlands kinderboekenschrijver en leerkracht.

## Biografie

### Jeugd en opleiding
Peter Vervloed werd geboren aan de Schapenstraat te Schoonhoven. Na de middelbare school bezocht hij de pabo, waar hij een opleiding volgde tot leerkracht. Hierna studeerde hij nog enkele jaren muziek en MO-Nederlands.

### Loopbaan
Vervloed signeerde in 1986 zijn eerste boek De kris danst. Omdat zijn schoonvader van Indonesische afkomst was, wist hij veel over dit land te vertellen en begon hij hier ook boeken over te schrijven. Vervloed is tevens werkzaam als parttime-leraar op een basisschool en geeft regelmatig lezingen in bibliotheken. In 2002 ontving hij in de openbare bibliotheek van Haarlem de "Makkelijk Lezen Trofee". Hij werkt veel samen met illustratoren als Roelof van der Schans, Peter Fitz Verploegh, Jack Staller, Gertie Jaquet, Els van Egeraat en Joyce van Oorschot.